# James Hopson
Pour les articles homonymes, voir Hopson.
James Allen Hopson, né le 27 août 1935, est un paléontologue et professeur américain de l'Université de Chicago. Il a obtenu son doctorat à Chicago en 1965 et a travaillé à Yale avant de retourner à Chicago en 1967 en tant que membre du corps professoral en anatomie, et a également été associé de recherche au Field Museum of Natural History depuis 1971. Ses travaux sont principalement consacrée à l'évolution des synapsides ainsi que de la paléobiologie des dinosaures non-aviens.